# Mariu Bárcena
Mariu Bárcena (Vitoria, 4 de marzo de 1993) es una actriz, dj, escritora y directora española.

## Biografía
Estudió sus primeros años de danza e interpretación en Vitoria y  Miranda de Ebro. Una vez en Madrid, se formó en escuelas como Sandra Toral, Cristina Rota, La lavandería, JC Actors, y Juan Carlos Corazza. Entre sus trabajos más destacados como actriz se encuentra su papel como Deborah en la serie de televisión Señoras del (h)AMPA creada por Abril Zamora para telecinco, HIT para      tve de Joaquín Oristrell  [[Los misterios de Laura] para tve],Muertos SL paraMovistar,  Machos alfa para Netflixy películas como "Amor tóxico" de Norberto Ramos del Val Mercatode Tristan Séguéla "Alumbrar: Las 1001 novias" de Fernando Merinero. Nominada a mejor actriz en el Notodofilmfest por Hippie en 2019, Loca Olivia es su ópera prima como directora, la cual fue premiada en el festival Films Infest 2019 a mejor dirección y en el Around international film festival-Berlin. 
Ha realizado trabajos como escritora "De raíz, regaliz" editorial Cultiva libros y es dj bajo el seudónimo Thirteendjs o Mariu Bárcena.

## Filmografía
- Machos alfa Dir.  Laura Caballero
- Muertos SL Dir.  Laura Caballero
- Los misterios de Laura Dir. Javier Quintas
- Mercato Dir.Tristan Séguéla
- Tus muertos Dir. Gonzalo Esmal
- Hit Dir. Joaquín Oristrell
- Señoras del (h)AMPA. Dir. Abril Zamora
- 1001 novias. Dir. Fernando Merinero
- El cielo en el infierno. Dir. Norberto Ramos del Val
- Amor tóxico. Dir. Norberto Ramos del Val
- Bella. Dir. Tania Galán
- Piña colada. Dir. Belén Riquelme.
- Separata. Dir Miguel La fuente
- Lázaro. Dir Luis Antonio Perez.
- Che: Guerrilla Dir. Steven Soderbergh (uncredit)

## Teatro
- Querido Imbécil. Dir Norberto Ramos de Val
- La conquista de México. Dir Pierre Audi.